# Primera Carga al Machete
La Batalla de Tienda de Pino de Baire fue un hecho ocurrido el 4 de noviembre de 1868, en dicho lugar, antigua provincia de Oriente, Cuba, durante el inicio de la Guerra de los Diez Años (1868-1878).

## Los hechos
Desde Santiago de Cuba salió rumbo a Bayamo una columna española de más de 700 hombres al mando del coronel Quirós. En su avance, la fuerza peninsular llega prácticamente sin detenerse hasta el caserío de Baire, donde cae en una emboscada preparada por Máximo Gómez (1836-1905), que en esa época era sargento del Ejército Libertador. 
Debido a la gran superioridad de las fuerzas enemigas, Gómez decide atacarlos a corta distancia utilizando machetes, arma que el muy bien conocía por haberla usado en las contiendas en su país natal. 
El resultado del combate fue desastroso para la columna española que tuvo que retirarse después de tener decenas de muertos y heridos. Por la parte mambí solo resultaron heridos unos pocos hombres.

## Significación
A partir de ese momentos las tropas cubanas contarían con un arma sumamente efectiva y de fácil adquisición por parte de todos los beligerantes, que además infundía temor en las filas españolas al sonido de la orden de cargar al machete.

## Enlaces
- “La primera carga al machete, de Manuel Octavio Gómez: Cine, mito y revolución” Artículo de Santiago Juan-Navarro publicado en Cinéma et Révolution cubaine. Eds. Julie Amiot and Nancy Berthier. Lyon: Université Lyon 2 – GRIMH, 2006. 105-113.

- Datos: Q6086122